# Petrov u Strážnice (železniční zastávka)
Petrov u Strážnice je železniční zastávka, která se nachází v jižní části obce Petrov v okrese Hodonín. Zastávka leží v km 11,871 jednokolejné trati Rohatec – Veselí nad Moravou mezi stanicemi Sudoměřice nad Moravou a Strážnice.

## Historie
Zastávka s německým názvem Petrau byla zprovozněna 1. října 1890, nebyla tedy otevřena současně se zahájením provozu na trati z Veselí nad Moravou – Sudoměřice nad Moravou dne 10. října 1887.
V letech 1939–1945 se používalo německo-české pojmenování Petrau / Petrov, pak už byl název zastávky Petrov u Strážnice.
V letech 1970–1972 byla postavena nová nádražní budova. Od roku 2013 byla budova využita jako interiérové studio, ale od července 2016 je budova nevyužitá a uzavřená.

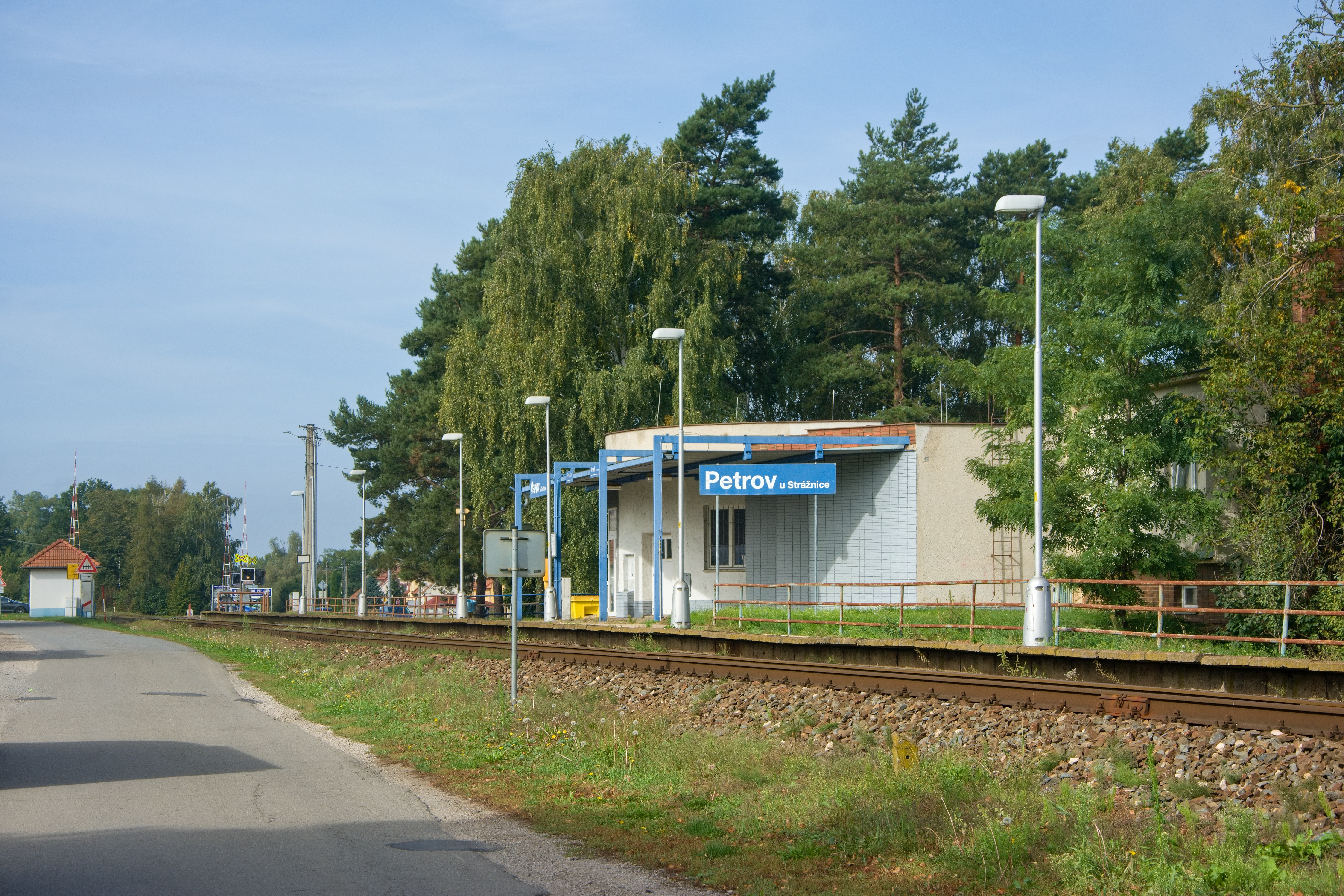
Celkový pohled na zastávku, v pozadí přejezd P8147

## Popis zastávky
V zastávce je u traťové koleje vybudováno vnější jednostranné nástupiště o délce 188 m, nástupní hrana je ve výšce 300 mm nad temenem kolejnice. Přístup na nástupiště je kolem výpravní budovy nebo od železničního přejezdu na konec nástupiště.
U zastávky se v km 11,981 nachází přejezd P8147, který je vybaven světelným přejezdovým zabezpečovacím zařízením se závorami. Na tomto přejezdu trať kříží silnice III/4264, která spojuje Petrov se Sudoměřicemi.
Nádražní budova, která byla postavena podle projektu Iva Řehoře na půdorysu klíče sv. Petra, je od roku 2016 nevyužitá. V kulaté hale se nachází keramická mozaika akademického malíře Jaroslava Blažka. Mozaika má rozměry 2 x 4,5 m a je na ní vyobrazen regionální lidový motiv Šohaj a dievčica.